# Mis en bouteille au château

Mis en bouteille au château est un téléfilm français de Marion Sarraut diffusé en 2005.

## Synopsis
Trois frères décident d'arnaquer un homme d'affaires sans scrupules qui a poussé à la faillite un de la fratrie.
Marc, Robert et Jacques sont trois frères quinquagénaires qui se retrouvent au mariage d'Audrey, la fille de Robert. L'ambiance devrait être à la fête et pourtant, celle-ci est entachée par l'humeur sombre de Jacques effondré, car sa société est poussée à la faillite par Bartheau, un homme d'affaires sans scrupule qui ne recule devant rien pour écraser ses concurrents. La maison familiale est menacée d'être saisie. Marc et Robert décident d'aider leur frère à se venger. Ils montent une belle arnaque pour plumer Bartheau. Leur stratagème : lui faire acheter un vignoble qui, en réalité, n'est pas à vendre. Mais, il va falloir jouer fin car Bartheau n'est pas né de la dernière pluie.

## Fiche technique
- Réalisation : Marion Sarraut
- Scénario : Jean Marc Auclair
- Production : Pierre-François Decouflé, Jean-Marc Auclair
- Genre : Comédie
- Pays :  France
- Première diffusion :
  - 2005 (présentation au festival de Luchon)
  - France 3 : 31 mai 2005

## Distribution
- Roland Magdane : Marc
- Gérard Rinaldi : Jacques
- Michel Creton : Robert
- Emma Colberti : Nathalie
- Pierre-Olivier Scotto : Georges Bartheau
- Gisèle Casadesus : Betty
- Blanche Raynal : Annie
- Ludivine Morissono : Audrey